# Guido Beck de Ramberga (avenida del Gran Temuco)
Guido Beck de Ramberga es una avenida de la conurbación del Gran Temuco, Chile. Recorre 2,5 kilómetros del área urbana de la comuna de Padre Las Casas. Todo el trazado es en doble calzada con ciclovía en ambas calzadas. La velocidad máxima es de 50 kilómetros por hora.
En su trayecto, se ubican las sedes temucanas de diferentes empresas como Carozzi y Caterpillar, entre otras.

## Transporte público

### Autobuses urbanos
- 3A: Boyeco-Pulmahue.[4]
- 3B: Trabunco-Pulmahue.[4]

### Taxi colectivo
- 15: Altos de Maipo-Parque Pilmaiquén.[5]